# Eduardo Chibás
Eduardo René Chibás y Ribas (Santiago de Cuba, 15 d'agost de 1907 - L'Havana, 16 d'agost de 1951) fou un periodista i polític cubà, fundador el 1947 del Partit del Poble Cubà (Ortodoxos), més conegut com a Partit Ortodox, caracteritzat pel seu accent en la denúncia de la corrupció que existia per part de membres destacats del Partit Autèntic així com del govern cubà. Entre els joves que ingressaren al Partit Ortodox atrets per la personalitat i les idees de Chibás s'hi trobà l'advocat Fidel Castro, futur líder de la Revolució cubana de 1959 i Primer Ministre de Cuba.
Va morir el 16 d'agost de 1951 a l'Havana, dies després d'haver-se disparat al ventre al final del seu programa de ràdio, als quaranta-quatre anys.